# Copa do Brasil 2013
Der Copa do Brasil 2013 war die 25. Austragung dieses nationalen Fußball-Pokal-Wettbewerbs in Brasilien. Die Copa wurde vom Brasilianischen Sportverband, dem CBF, ausgerichtet. Der Pokalsieger war als Teilnehmer an der Copa Libertadores 2014 qualifiziert.
Der Verband erweiterte den Wettbewerb um 13 Mannschaften von 64 auf 87. Erstmals wurde er über fast das gesamte Jahr ausgetragen. Die bislang wegen ihrer Teilnahme an der Copa Libertadores, nicht mitspielenden Klubs, traten ab dieser Saison im Achtelfinale in den Wettbewerb ein.
Acht Mannschaften, welche sich nicht für das Achtelfinale qualifizierten, nahmen an der Copa Sudamericana 2013 teil. Die Startplätze wurden nach der aktuellen Leistung im Ligawettbewerb vergeben.
Trotz der Ausweitung brachen die Zuschauerzahlen ein. Waren im Vorjahr noch 1.004.616 Menschen in den Stadien, so kamen 2013 bei 71 Spielen nur noch 257.212.

## Saisonverlauf
Der Wettbewerb startete am 27. Februar 2013 in seine Saison und endete am 27. November 2013. Am Ende der Saison gewann der CR Flamengo den Titel zum dritten Mal. Torschützenkönig wurde Hernane vom Sieger Flamengo mit acht Treffern.
Höchster Sieg
- Cametá SC – Atlético Goianiense: 0:7 (10. April 2013– 1. Runde Hinspiel)

## Teilnehmer
Das Teilnehmerfeld bestand aus:

### Copa Libertadores Teilnehmer
Sechs Klubs, die an der Copa Libertadores 2013 teilnahmen, traten ab dem Achtelfinale dem Wettbewerb bei.
- Atlético Mineiro
- SC Corinthians
- Fluminense FC
- Grêmio FBPA
- SE Palmeiras
- CR Vasco da Gama

Der FC São Paulo nahm ebenfalls an der Copa Libertadores 2013 teil und hatte somit die Berechtigung an der Copa do Brasil ab dem Achtelfinale teilzunehmen. Als Sieger der Copa Sudamericana 2012 nahm der FC São Paulo aber auch an der Copa Sudamericana 2013 teil, welche zeitgleich mit dem Pokal stattfand. Da São Paulo nicht in der Lage war, an beiden Wettbewerben teilzunehmen, traten diese ihren Startplatz ab. Der CR Vasco da Gama nahm diesen als nächstbeste Mannschaft aus der Meisterschaft 2012 ein.
Der Startplatz von Vasco aus der Staatsmeisterschaft von Rio de Janeiro ging an den nächstbesten bis dato nicht qualifizierten Klub aus der Carioca 2012 den Volta Redonda FC.

### Teilnehmer Staatsmeisterschaften
71 Teilnehmer kamen aus den Fußballmeisterschaften der Bundesstaaten von Brasilien oder deren Pokalwettbewerben.
Nach den Regeln des CBF war u. a. des Staatspokal von Paraíba 2012 für die Copa do Brasil 2013 qualifiziert. CS Paraibano gewann den Wettbewerb. Nachdem jedoch nur drei Klubs an der Austragung des Staatspokals teilnahmen, wurde Paraibano nicht zum Copa do Brasil zugelassen. Ursache die Wettbewerbsstatuten, welche einen Mindestanzahl von vier Mannschaften vorsahen. Der Fußballverband von Paraíba numenierte als Ersatz den Vizemeister aus der Staatsmeisterschaft von Paraíba von 2012 den Sousa EC.
| Bundesstaat         | Klub                      | Qualifizierung                     |
| ------------------- | ------------------------- | ---------------------------------- |
| Acre                | Rio Branco FC (AC)        | Staatsmeister 2012                 |
| Acre                | Atlético Acreano          | Vize-Staatsmeister 2012            |
| Alagoas             | Clube de Regatas Brasil   | Staatsmeister 2012                 |
| Alagoas             | AS Arapiraquense          | Vize-Staatsmeister 2012            |
| Alagoas             | CS Alagoano               | 3. Staatsmeister 2012              |
| Amapá               | Oratório RC               | Staatsmeister 2012                 |
| Amazonas            | Nacional FC (AM)          | Staatsmeister 2012                 |
| Amazonas            | Nacional Fast Clube       | Vize-Staatsmeister 2012            |
| Bahia               | EC Bahia                  | Staatsmeister 2012                 |
| Bahia               | EC Vitória                | Vize-Staatsmeister 2012            |
| Bahia               | ECPP Vitória da Conquista | Staatspokal Sieger 2012            |
| Brasília            | Ceilândia EC              | Staatsmeister 2012                 |
| Brasília            | AA Luziânia               | Vize-Staatsmeister 2012            |
| Brasília            | Sobradinho EC             | 3. Staatsmeister 2012              |
| Ceará               | Ceará SC                  | Staatsmeister 2012                 |
| Ceará               | Fortaleza EC              | Vize-Staatsmeister 2012            |
| Ceará               | Guarani EC (CE)           | Staatspokal Sieger 2012            |
| Espírito Santo      | EC Aracruz                | Staatsmeister 2012                 |
| Espírito Santo      | AD Ferroviária            | Staatspokal Sieger 2012            |
| Goiás               | Goiás EC                  | Staatsmeister 2012                 |
| Goiás               | Atlético Goianiense       | Vize-Staatsmeister 2012            |
| Goiás               | CRA Catalano              | 3. Staatsmeister 2012              |
| Maranhão            | Sampaio Corrêa FC         | Staatsmeister 2012                 |
| Maranhão            | Maranhão AC               | 2. Staatspokal 2012                |
| Mato Grosso         | Luverdense EC             | Staatsmeister 2012                 |
| Mato Grosso         | Mixto EC                  | Staatspokal Sieger 2012            |
| Mato Grosso do Sul  | EC Águia Negra            | Staatsmeister 2012                 |
| Mato Grosso do Sul  | CE Naviraiense            | Vize-Staatsmeister 2012            |
| Minas Gerais        | América Mineiro           | Vize-Staatsmeister 2012            |
| Minas Gerais        | Tupi FC                   | 3. Staatsmeister 2012              |
| Minas Gerais        | Cruzeiro EC               | 4. Staatsmeister 2012              |
| Minas Gerais        | Boa EC                    | Staatspokal Sieger 2012            |
| Pará                | Cametá SC                 | Staatsmeister 2012                 |
| Pará                | Clube do Remo             | Vize-Staatsmeister 2012            |
| Pará                | Águia de Marabá FC        | 3. Staatsmeister 2012              |
| Paraíba             | Campinense Clube          | Staatsmeister 2012                 |
| Paraíba             | Sousa EC                  | Vize-Staatsmeister 2012            |
| Paraná              | Coritiba FC               | Staatsmeister 2012                 |
| Paraná              | Athletico Paranaense      | Vize-Staatsmeister 2012            |
| Paraná              | Arapongas EC              | 3. Staatsmeister 2012              |
| Paraná              | Cianorte FC               | 4. Staatsmeister 2012              |
| Pernambuco          | Santa Cruz FC             | Staatsmeister 2012                 |
| Pernambuco          | Sport Recife              | Vize-Staatsmeister 2012            |
| Pernambuco          | Salgueiro AC              | 3. Staatsmeister 2012              |
| Piauí               | Parnahyba SC              | Staatsmeister 2012                 |
| Piauí               | EC Flamengo               | Staatspokal Sieger 2012            |
| Rio de Janeiro      | Botafogo FR               | Vize-Staatsmeister 2012            |
| Rio de Janeiro      | CR Flamengo               | 3. Staatsmeister 2012              |
| Rio de Janeiro      | Resende FC                | 5. Staatsmeister 2012              |
| Rio de Janeiro      | Volta Redonda FC          | 6. Staatsmeister 2012              |
| Rio de Janeiro      | Bangu AC                  | Vize-Staatspokal 2012              |
| Rio Grande do Norte | América FC (RN)           | Staatsmeister 2012                 |
| Rio Grande do Norte | ABC Natal                 | Vize-Staatsmeister 2012            |
| Rio Grande do Norte | SC Santa Cruz             | Staatspokal Sieger 2013            |
| Rio Grande do Sul   | SC Internacional          | Staatsmeister 2012                 |
| Rio Grande do Sul   | SER Caxias do Sul         | Vize-Staatsmeister 2012            |
| Rio Grande do Sul   | Veranópolis ECRC          | 4. Staatsmeister 2012              |
| Rio Grande do Sul   | Grêmio Esportivo Brasil   | Vize-Staatspokal 2012              |
| Rondônia            | Ji-Paraná FC              | Staatsmeister 2012                 |
| Roraima             | São Raimundo EC (RR)      | Staatsmeister 2012                 |
| Santa Catarina      | Avaí FC                   | Staatsmeister 2012                 |
| Santa Catarina      | Figueirense FC            | Vize-Staatsmeister 2012            |
| Santa Catarina      | Joinville EC              | Staatspokal Sieger 2012            |
| São Paulo           | FC Santos                 | Staatsmeister 2012                 |
| São Paulo           | Guarani FC                | Vize-Staatsmeister 2012            |
| São Paulo           | AA Ponte Preta            | 4. Staatsmeister 2012              |
| São Paulo           | São Bernardo FC           | Sieger-Staatsmeister Série A2 2012 |
| São Paulo           | EC Noroeste               | Staatspokalsieger 2012             |
| Sergipe             | AO Itabaiana              | Staatsmeister 2012                 |
| Sergipe             | AD Confiança              | Staatspokal 2012                   |
| Tocantins           | Gurupi EC                 | Staatsmeister 2012                 |

### Teilnehmer CBF Ranking
Die letzten 10 Klubs ergaben aus dem CBF Ranking von 2012, welche nach den vorgenannten Teilnehmern noch nicht qualifiziert waren. Dieses waren:
| Bundesstaat | Klub                               | Platz |
| ----------- | ---------------------------------- | ----- |
| PE          | Náutico Capibaribe                 | 22.   |
| SP          | Associação Portuguesa de Desportos | 23.   |
| PR          | Paraná Clube                       | 27.   |
| SP          | Grêmio Barueri                     | 28.   |
| SC          | Criciúma EC                        | 33.   |
| SP          | AD São Caetano                     | 34.   |
| MG          | Betim EC                           | 35.   |
| SP          | CA Bragantino                      | 36.   |
| PA          | Paysandu SC                        | 37.   |
| SP          | EC Santo André                     | 39.   |

## Modus
Der Modus bestand aus einem K.-o.-System. Für die ersten beiden Runden bestand die Regelung, dass wenn eine Mannschaft in einem Auswärts-Hinspiel mit mindestens zwei Toren unterschied gewinnt, es kein Rückspiel gibt.	
Es zählte das Torverhältnis. Bei Gleichheit wurde die Auswärtstorregel angewandt. Stand nach heranziehen dieser kein Sieger fest, wurde dieser im Elfmeterschießen ermittelt.

## Turnierverlauf

### Qualifikationsrunde
Nach dem alten Ranking-System, hat der Verband von Espírito Santo zwei Startplätze. Mit dem neuen Ranking-System verlor Espírito Santo seinen zweiten Startplatz an den Verband von Acre. Seitens Espírito Santo wurde diese Regelung nicht akzeptiert. Der CBF führte daher eine Ausscheidungsrunde zwischen dem zweiten Teilnehmer von Espírito Santo (Associação Desportiva Ferroviária Vale do Rio Doce) und dem Zweiten von Acre (Atlético Acreano) ein.
|                  | Gesamt |                | Hinspiel | Rückspiel |
| ---------------- | ------ | -------------- | -------- | --------- |
| Atlético Acreano | 5:6    | AD Ferroviária | 1:1      | 4:5       |

### 1. Runde
|                           | Gesamt          |                         | Hinspiel | Rückspiel |
| ------------------------- | --------------- | ----------------------- | -------- | --------- |
| Clube do Remo             | 0:4             | CR Flamengo             | 0:1      | 0:3       |
| Campinense Clube          | 1:1 (7:6 i. E.) | Corrêa FC               | 0:1      | 1:0       |
| Ceilândia EC              | 3:4             | Ceará FC                | 0:0      | 3:4       |
| SC Santa Cruz             | 1:2             | AS Arapiraquense        | 0:0      | 1:2       |
| Rio Branco FC (AC)        | 0:2             | SC Internacional        | 0:2      | -         |
| Guarani EC (CE)           | 1:4             | Santa Cruz FC           | 1:2      | 0:2       |
| Volta Redonda FC          | 2:4             | Avaí FC                 | 1:0      | 1:4       |
| Gurupi EC                 | 2:3             | América Mineiro         | 2:3      | 0:0       |
| Oratório RC               | 1:3             | Goiás EC                | 1:3      | -         |
| Veranópolis ECRC          | 1:3             | EC Santo André          | 1:0      | 0:2       |
| ECPP Vitória da Conquista | 0:3             | Sport Recife            | 0:1      | 0:2       |
| Parnahyba SC              | 1:3             | ABC Natal               | 1:3      | -         |
| Mixto EC                  | 3:6             | EC Vitória              | 2:1      | 1:5       |
| Salgueiro AC              | 4:2             | Boa EC                  | 2:0      | 2:2       |
| São Bernardo FC           | 4:3             | Paraná Clube            | 1:1      | 3:2       |
| EC Noroeste               | 0:3             | Criciúma EC             | 0:0      | 0:3       |
| Sousa EC                  | 0:3             | Coritiba FC             | 0:3      | -         |
| Nacional FC (AM)          | 4:1             | Águia de Marabá FC      | 2:0      | 2:1       |
| AO Itabaiana              | 0:3             | AA Ponte Preta          | 0:3      | -         |
| EC Águia Negra            | 0:2             | CA Bragantino           | 0:2      | -         |
| Sobradinho EC             | 0:2             | Botafogo FR             | 0:0      | 0:2       |
| Nacional Fast Clube       | 2:3             | Clube de Regatas Brasil | 1:1      | 1:2       |
| Desportiva Ferroviária    | 1:4             | Figueirense FC          | 1:4      | -         |
| Arapongas EC              | 1:1 (3:1 i. E.) | AD São Caetano          | 1:0      | 0:1       |
| CS Alagoano               | 0:3             | Cruzeiro EC             | 0:3      | -         |
| Resende FC                | 2:1             | SER Caxias do Sul       | 2:1      | 0:0       |
| Cametá SC                 | 0:7             | Atlético Goianiense     | 0:7      | -         |
| Cianorte FC               | 5:1             | Grêmio Barueri          | 2:1      | 3:0       |
| Grêmio Esportivo Brasil   | 0:3             | Athletico Paranaense    | 0:1      | 0:2       |
| Ji-Paraná FC              | 0:2             | América FC (RN)         | 0:1      | 0:1       |
| CE Naviraiense            | 1:1             | Portuguesa              | 0:0      | 1:1       |
| São Raimundo EC (RR)      | 0:2             | Paysandu SC             | 0:2      | -         |
| EC Flamengo               | 0:2             | FC Santos               | 2:2      | 0:2       |
| EC Aracruz                | 0:2             | Joinville EC            | 2:2      | 0:2       |
| CRA Catalano              | 4:2             | Náutico Capibaribe      | 3:1      | 1:1       |
| Bangu AC                  | 1:3             | Betim EC                | 1:2      | 0:1       |
| Maranhão AC               | 0:2             | EC Bahia                | 0:2      | -         |
| Tupi FC                   | 1:3             | Luverdense EC           | 1:0      | 0:3       |
| AD Confiança              | 1:1 (4:1 i. E.) | Guarani FC              | 1:0      | 0:1       |
| AA Luziânia               | 0:0 (2:3 i. E.) | Fortaleza FC            | 0:0      | 0:0       |

### 2. Runde
Der CE Naviraiense hatte gegen den Paysandu SC nach Hin- und Rückspiel mit 2:1 gewonnen. Nachdem diese im Rückspiel aber einen Spieler irregulär einsetzten, wurde das Spiel mit 3:0 für Paysandu gewertet. Paysandu zog damit in die dritte Runde ein.
|                         | Gesamt          |                      | Hinspiel | Rückspiel |
| ----------------------- | --------------- | -------------------- | -------- | --------- |
| Campinense Clube        | 2:4             | CR Flamengo          | 1:2      | 1:2       |
| AS Arapiraquense        | 3:3 (4:3 i. E.) | Ceará FC             | 0:0      | 3:4       |
| Santa Cruz FC           | 0:2             | SC Internacional     | 0:0      | 0:2       |
| América Mineiro         | 3:1             | Avaí FC              | 0:1      | 3:0       |
| EC Santo André          | 2:4             | Goiás EC             | 2:3      | 0:1       |
| ABC Natal               | 5:2             | Sport Recife         | 2:1      | 3:2       |
| Salgueiro AC            | 1:1             | EC Vitória           | 0:0      | 1:1       |
| São Bernardo FC         | 2:4             | Criciúma EC          | 1:1      | 1:3       |
| Nacional FC (AM)        | 4:2             | Coritiba FC          | 4:1      | 0:1       |
| CA Bragantino           | 1:3             | AA Ponte Preta       | 1:3      | -         |
| Clube de Regatas Brasil | 0:3             | Botafogo FR          | 0:0      | 0:3       |
| Arapongas EC            | 1:3             | Figueirense FC       | 0:0      | 1:3       |
| Resende FC              | 1:6             | Cruzeiro EC          | 1:2      | 0:4       |
| Cianorte FC             | 1:3             | Atlético Goianiense  | 1:3      | -         |
| América FC (RN)         | 2:6             | Athletico Paranaense | 2:6      | -         |
| CE Naviraiense          | 2:1             | Paysandu SC          | 0:1      | 2:0       |
| Joinville EC            | 0:1             | FC Santos            | 0:1      | 0:0       |
| CRA Catalano            | 4:2             | Betim EC             | 3:2      | 1:0       |
| Luverdense EC           | 2:1             | EC Bahia             | 2:0      | 0:1       |
| AD Confiança            | 1:5             | Fortaleza FC         | 1:1      | 1:5       |

### 3. Runde
|                  | Gesamt          |                      | Hinspiel | Rückspiel |
| ---------------- | --------------- | -------------------- | -------- | --------- |
| AS Arapiraquense | 1:3             | CR Flamengo          | 0:1      | 1:2       |
| SC Internacional | 4:2             | América Mineiro      | 3:1      | 1:1       |
| Goiás EC         | 4:1             | ABC Natal            | 3:0      | 1:1       |
| Salgueiro AC     | 1:1             | Criciúma EC          | 0:0      | 1:1       |
| AA Ponte Preta   | 0:2             | Nacional FC (AM)     | 0:1      | 0:1       |
| Botafogo FR      | 1:1 (5:4 i. E.) | Figueirense FC       | 1:0      | 0:1       |
| Cruzeiro EC      | 6:0             | Atlético Goianiense  | 5:0      | 1:0       |
| Paysandu SC      | 1:2             | Athletico Paranaense | 0:0      | 1:2       |
| FC Santos        | 3:1             | CRA Catalano         | 1:1      | 2:0       |
| Fortaleza FC     | 1:2             | Luverdense EC        | 0:0      | 1:2       |

### Klassifikation Copa Sudamericana
Nach Abschluss der zweiten Runde wurden die Mannschaften ermittelt, welche weiter in Copa Sudamericana 2013 spielen sollten und welche im Copa do Brasil ins Achtelfinale einzogen. In die Sudamericana zogen die besten Mannschaften aus den Meisterschaftsrunden 2012, aus Série A und Série B, welche in den ersten beiden Runden des Copa do Brasil bereits ausgeschieden waren. Dabei wurden in der Reihenfolge die Plätze 1 bis 16 aus der Série A gewertet, dann kamen die vier Besten aus der Série B und dann die 17 bis aus der Série A.
Der SE Palmeiras war als 18. der Série A von 2012 eigentlich nicht qualifiziert. Nach dem Ausscheiden des Klubs in der Copa Libertadores 2013 durfte Palmeiras, als Titelverteidiger aus der Copa do Brasil 2012 am Achtelfinale teilnehmen.
Qualifikationstabelle
| Rang | Verein               | Punkte                      | Platzierung Brasileirão 2012 |
| ---- | -------------------- | --------------------------- | ---------------------------- |
| 01.  | Botafogo FR          | Achtelfinale Copa do Brasil | 7. Série A                   |
| 02.  | FC Santos            | Achtelfinale Copa do Brasil | 8. Série A                   |
| 03.  | Cruzeiro EC          | Achtelfinale Copa do Brasil | 9. Série A                   |
| 04.  | SC Internacional     | Achtelfinale Copa do Brasil | 10. Série A                  |
| 05.  | CR Flamengo          | Achtelfinale Copa do Brasil | 11. Série A                  |
| 06.  | Náutico Capibaribe   | 1. Runde ausgeschieden      | 12. Série A                  |
| 07.  | Coritiba FC          | 2. Runde ausgeschieden      | 13. Série A                  |
| 08.  | AA Ponte Preta       | 3. Runde ausgeschieden      | 14. Série A                  |
| 09.  | EC Bahia             | 2. Runde ausgeschieden      | 15. Série A                  |
| 10.  | Portuguesa           | 1. Runde ausgeschieden      | 16. Série A                  |
| 11.  | Goiás EC             | Achtelfinale Copa do Brasil | 1. Série B                   |
| 12.  | Criciúma EC          | 3. Runde ausgeschieden      | 2. Série B                   |
| 13.  | Athletico Paranaense | Achtelfinale Copa do Brasil | 3. Série B                   |
| 14.  | EC Vitória           | 2. Runde ausgeschieden      | 4. Série B                   |
| 15.  | Sport Recife         | 2. Runde ausgeschieden      | 17. Série A                  |
| 16.  | SE Palmeiras         | Achtelfinale Copa do Brasil | 18. Série A                  |
| 17.  | Atlético Goianiense  | 3. Runde ausgeschieden      | 19. Série A                  |
| 18.  | Figueirense FC       | 3. Runde ausgeschieden      | 20. Série A                  |

### Turnierplan ab Achtelfinale
Auslosung
Die Paarungen ab dem Achtelfinale wurden am 6. August 2013 ausgelost. Dabei wurden zwei Lostöpfe gebildet. In Topf A kamen die Qualifikanten aus der Copa Libertadores sowie die zwei besten Mannschaften aus dem Ranking des CBF. In Topf B kamen die restlichen acht Mannschaften. In beiden Töpfen wurden alle Klubs nach dem Ranking des CBF sortiert. Die Töpfe unterteilte man dann in vier Gruppen.
| Topf A                | Topf B                    |
| --------------------- | ------------------------- |
| Fluminense FC (1)     | FC Santos (9)             |
| SC Corinthians (2)    | Cruzeiro EC (10)          |
| CR Vasco da Gama (3)  | Athletico Paranaense (13) |
| Grêmio FBPA (5)       | Botafogo FR (14)          |
| SC Internacional (6)  | Goiás EC (16)             |
| CR Flamengo (7)       | Luverdense EC (52)        |
| SE Palmeiras (8)      | Salgueiro AC (55)         |
| Atlético Mineiro (12) | Nacional FC (AM) (82)     |

Die Mannschaft, welche zuerst Heimrecht hatte, wird bei nachstehenden Paarungen zuerst genannt.
|  | Achtelfinale         | Achtelfinale         | Achtelfinale |                      |   | Viertelfinale | Viertelfinale | Viertelfinale |  |  | Halbfinale | Halbfinale | Halbfinale |  |  | Finale | Finale | Finale |
|  |                      |                      |              |                      |   |               |               |               |  |  |            |            |            |  |  |        |        |        |
|  | SC Internacional     | 3                    | 2            |                      |   |               |               |               |  |  |            |            |            |  |  |        |        |        |
|  | Salgueiro AC         | 0                    | 2            |                      |   |               |               |               |  |  |            |            |            |  |  |        |        |        |
|  | Salgueiro AC         | 0                    | 2            | SC Internacional     | 1 | 0             |               |               |  |  |            |            |            |  |  |        |        |        |
|  |                      |                      |              | SC Internacional     | 1 | 0             |               |               |  |  |            |            |            |  |  |        |        |        |
|  |                      | Athletico Paranaense | 1            | 0                    |   |               |               |               |  |  |            |            |            |  |  |        |        |        |
|  | Palmeiras São Paulo  | Athletico Paranaense | 1            | 0                    | 1 | 0             |               |               |  |  |            |            |            |  |  |        |        |        |
|  | Palmeiras São Paulo  |                      |              |                      | 1 | 0             |               |               |  |  |            |            |            |  |  |        |        |        |
|  | Athletico Paranaense | 0                    | 3            |                      |   |               |               |               |  |  |            |            |            |  |  |        |        |        |
|  | Athletico Paranaense | 0                    | 3            | Athletico Paranaense | 1 | 0             |               |               |  |  |            |            |            |  |  |        |        |        |
|  |                      |                      |              |                      |   |               |               |               |  |  |            |            |            |  |  |        |        |        |
|  |                      | Grêmio FBPA          | 0            | 0                    |   |               |               |               |  |  |            |            |            |  |  |        |        |        |
|  | Luverdense EC        | Grêmio FBPA          | 0            | 0                    | 1 | 0             |               |               |  |  |            |            |            |  |  |        |        |        |
|  | Luverdense EC        |                      |              |                      | 1 | 0             |               |               |  |  |            |            |            |  |  |        |        |        |
|  | SC Corinthians       | 0                    | 2            |                      |   |               |               |               |  |  |            |            |            |  |  |        |        |        |
|  | SC Corinthians       | 0                    | 2            | SC Corinthians       | 0 | 0 (2)         |               |               |  |  |            |            |            |  |  |        |        |        |
|  |                      |                      |              | SC Corinthians       | 0 | 0 (2)         |               |               |  |  |            |            |            |  |  |        |        |        |
|  |                      | Grêmio FBPA          | 0            | 0 (3)                |   |               |               |               |  |  |            |            |            |  |  |        |        |        |
|  | FC Santos            | Grêmio FBPA          | 0            | 0 (3)                | 1 | 0             |               |               |  |  |            |            |            |  |  |        |        |        |
|  | FC Santos            |                      |              |                      | 1 | 0             |               |               |  |  |            |            |            |  |  |        |        |        |
|  | Grêmio FBPA          | 0                    | 2            |                      |   |               |               |               |  |  |            |            |            |  |  |        |        |        |
|  | Grêmio FBPA          | 0                    | 2            | Athletico Paranaense | 1 | 0             |               |               |  |  |            |            |            |  |  |        |        |        |
|  |                      |                      |              |                      |   |               |               |               |  |  |            |            |            |  |  |        |        |        |
|  |                      | CR Flamengo          | 1            | 2                    |   |               |               |               |  |  |            |            |            |  |  |        |        |        |
|  | Fluminense FC        | CR Flamengo          | 1            | 2                    | 1 | 0             |               |               |  |  |            |            |            |  |  |        |        |        |
|  | Fluminense FC        |                      |              |                      | 1 | 0             |               |               |  |  |            |            |            |  |  |        |        |        |
|  | Goiás EC             | 0                    | 2            |                      |   |               |               |               |  |  |            |            |            |  |  |        |        |        |
|  | Goiás EC             | 0                    | 2            | Goiás EC             | 2 | 2             |               |               |  |  |            |            |            |  |  |        |        |        |
|  |                      |                      |              | Goiás EC             | 2 | 2             |               |               |  |  |            |            |            |  |  |        |        |        |
|  |                      | CR Vasco da Gama     | 1            | 3                    |   |               |               |               |  |  |            |            |            |  |  |        |        |        |
|  | Nacional FC (AM)     | CR Vasco da Gama     | 1            | 3                    | 0 | 1             |               |               |  |  |            |            |            |  |  |        |        |        |
|  | Nacional FC (AM)     |                      |              |                      | 0 | 1             |               |               |  |  |            |            |            |  |  |        |        |        |
|  | CR Vasco da Gama     | 2                    | 2            |                      |   |               |               |               |  |  |            |            |            |  |  |        |        |        |
|  | CR Vasco da Gama     | 2                    | 2            | Goiás EC             | 1 | 1             |               |               |  |  |            |            |            |  |  |        |        |        |
|  |                      |                      |              |                      |   |               |               |               |  |  |            |            |            |  |  |        |        |        |
|  |                      | CR Flamengo          | 2            | 2                    |   |               |               |               |  |  |            |            |            |  |  |        |        |        |
|  | Botafogo FR          | CR Flamengo          | 2            | 2                    | 4 | 2             |               |               |  |  |            |            |            |  |  |        |        |        |
|  | Botafogo FR          |                      |              |                      | 4 | 2             |               |               |  |  |            |            |            |  |  |        |        |        |
|  | Atlético Mineiro     | 2                    | 2            |                      |   |               |               |               |  |  |            |            |            |  |  |        |        |        |
|  | Atlético Mineiro     | 2                    | 2            | Botafogo FR          | 1 | 0             |               |               |  |  |            |            |            |  |  |        |        |        |
|  |                      |                      |              | Botafogo FR          | 1 | 0             |               |               |  |  |            |            |            |  |  |        |        |        |
|  |                      | CR Flamengo          | 1            | 4                    |   |               |               |               |  |  |            |            |            |  |  |        |        |        |
|  | Cruzeiro EC          | CR Flamengo          | 1            | 4                    | 2 | 0             |               |               |  |  |            |            |            |  |  |        |        |        |
|  | Cruzeiro EC          |                      |              |                      | 2 | 0             |               |               |  |  |            |            |            |  |  |        |        |        |
|  | CR Flamengo          | 1                    | 1            |                      |   |               |               |               |  |  |            |            |            |  |  |        |        |        |

## Finalspiele

### Hinspiel
| Athletico Paranaense                                           | Athletico Paranaense | CR Flamengo | CR Flamengo |
| -------------------------------------------------------------- | --- | --- | ----------- |
| Athletico Paranaense                                           | \| 20. November 2013 in Curitiba (Estádio Durival Britto e Silva) \| \| Ergebnis: 1:1 (1:1) \| \| Zuschauer: 15.494 \| \| Schiedsrichter: Paulo Cesar de Oliveira \| \| Spielbericht \| | \| 20. November 2013 in Curitiba (Estádio Durival Britto e Silva) \| \| Ergebnis: 1:1 (1:1) \| \| Zuschauer: 15.494 \| \| Schiedsrichter: Paulo Cesar de Oliveira \| \| Spielbericht \| | CR Flamengo |
| Athletico Paranaense                                           | 12 Wéverton 28 Juniho 03 Manoel 35 Luiz Alberto 06 Pedro Botelho 23′ 61. 05 Deivid 31 Zezinho 30 Paulo Baier 69. 07 Marcelo Cirino 77 Éderson 77. 22 Éverton 69′ Reserve 33 Santos 02 Jonas 44 Renato 55 Dráusio 14 Marcelo Palau 11 Felipe 21 Fran Mérida 18 Maranhão 69. 49 Dellatorre 61. 09 Ciro 77. Cheftrainer: Vagner Mancini | 01 Felipe 02 Léo Moura 16′ 03 Chicão 41. 14 Wallace 27 André Santos 29. 40 Amaral 08 Elias 79′ 20 Carlos Eduardo 84. 15 Luiz Antônio 09 Hernane 26 Paulinho Reserve 48 Paulo Victor 37 César 34 Digão 36 Frauches 33 Samir 41. 16 João Paulo 29. 35 Diego Silva 84. 30 Val 17 Adryan 10 Gabriel 19 Marcelo Moreno 28 Bruninho Cheftrainer: Jayme de Almeida | CR Flamengo |
| Athletico Paranaense                                           | 1:0 Marcelo Cirino (18.) | 1:1 Amaral (30.) | CR Flamengo |
| 20. November 2013 in Curitiba (Estádio Durival Britto e Silva) | | |             |
| Ergebnis: 1:1 (1:1)                                            | | |             |
| Zuschauer: 15.494                                              | | |             |
| Schiedsrichter: Paulo Cesar de Oliveira                        | | |             |
| Spielbericht                                                   | | |             |

### Rückspiel
| CR Flamengo                                    | CR Flamengo | Athletico Paranaense | Athletico Paranaense |
| ---------------------------------------------- | --- | --- | -------------------- |
| CR Flamengo                                    | \| 27. November 2013 in Rio de Janeiro (Maracanã) \| \| Ergebnis: 2:0 (0:0) \| \| Zuschauer: 68.857 \| \| Schiedsrichter: Leandro Pedro Vuaden \| \| Spielbericht \| | \| 27. November 2013 in Rio de Janeiro (Maracanã) \| \| Ergebnis: 2:0 (0:0) \| \| Zuschauer: 68.857 \| \| Schiedsrichter: Leandro Pedro Vuaden \| \| Spielbericht \| | Athletico Paranaense |
| CR Flamengo                                    | 01 Felipe 02 Léo Moura 84. 14 Wallace 33 Samir 75′ 27 André Santos 89′ 40 Amaral 08 Elias 89. 20 Carlos Eduardo 63. 15 Luiz Antônio 09 Hernane 26 Paulinho Reserve 48 Paulo Victor 37 César 34 Digão 04 Marcos González 84. 36 Frauches 16 João Paulo 89. 35 Diego Silva 63. 30 Val 17 Adryan 10 Gabriel 19 Marcelo Moreno 28 Bruninho Cheftrainer: Jayme de Almeida | 12 Wéverton 28 Juniho 77. 03 Manoel 35 Luiz Alberto 06 Pedro Botelho 05 Deivid 31 Zezinho 30 Paulo Baier 11 Felipe 56. 07 Marcelo Cirino 77 Éderson 72. Reserve 33 Santos 02 Jonas 04 Cleberson 77. 44 Renato 55 Dráusio 14 Marcelo Palau 08 João Paulo 21 Fran Mérida 18 Maranhão 49 Dellatorre 56. 75′ 09 Ciro 72. 89′ Cheftrainer: Vagner Mancini | Athletico Paranaense |
| CR Flamengo                                    | 1:0 Elias (87.) 2:0 Hernane (90.+4') | | Athletico Paranaense |
| 27. November 2013 in Rio de Janeiro (Maracanã) | | |                      |
| Ergebnis: 2:0 (0:0)                            | | |                      |
| Zuschauer: 68.857                              | | |                      |
| Schiedsrichter: Leandro Pedro Vuaden           | | |                      |
| Spielbericht                                   | | |                      |

## Die Meistermannschaft
| 3. | CR Flamengo |
|    | - Tor: Felipe, César, João Kuspiosz, Luan Polli, Reinaldo, Paulo Victor - Abwehr: Léo Moura , Marcos González, Wallace, Samir, Frauches, Chicão, Renato Santos, João Paulo, Ramon Motta, Digão - Mittelfeld: Ibson, Víctor Cáceres, Gabriel, Luiz Antônio, Rodolfo, Val, Diego Silva, Cléber Santana, Elias, Adryan, Carlos Eduardo, André Santos, Fernandinho, Amaral, Mattheus Oliveira - Angriff: Rafinha, Marcelo Moreno, Paulinho, Bruninho, Nixon, Hernane Brocador |

## Torschützenliste
| Pl. | Nat.        | Spieler             | Verein               | Tore   |
| --- | ----------- | ------------------- | -------------------- | ------ |
| 1   | Brasilianer | Hernane             | CR Flamengo          | 8 Tore |
| 2   | Brasilianer | Elias               | CR Flamengo          | 5 Tore |
| 2   | Brasilianer | Rodrigo Silva       | ABC Natal            | 5 Tore |
| 2   | Brasilianer | Rafael Marques      | Botafogo FR          | 5 Tore |
| 2   | Brasilianer | Walter              | Goiás EC             | 5 Tore |
| 6   | Brasilianer | Fábio Júnior        | América Mineiro      | 4 Tore |
| 6   | Brasilianer | Éderson             | Athletico Paranaense | 4 Tore |
| 6   | Brasilianer | Paulo Baier         | Athletico Paranaense | 4 Tore |
| 6   | Brasilianer | Andrés D’Alessandro | SC Internacional     | 4 Tore |
| 6   | Brasilianer | Danilo Rios         | Nacional FC (AM)     | 4 Tore |

## Zuschauer

### Meistbesuchte Spiele
| Pl. | Anzahl | Heim             | Ergebnis | Gast                 | Stadion         | Datum             | Spieltag                |
| --- | ------ | ---------------- | -------- | -------------------- | --------------- | ----------------- | ----------------------- |
| 01  | 57.991 | Flamengo         | 2:0      | Athletico Paranaense | Maracanã        | 27. November 2013 | Finale Rückspiel        |
| 02  | 50.505 | Flamengo         | 4:0      | Botafogo FR          | Maracanã        | 23. Oktober 2013  | Viertelfinale Rückspiel |
| 03  | 49.421 | Flamengo         | 2:1      | Goiás EC             | Maracanã        | 6. November 2013  | Halbfinale Rückspiel    |
| 04  | 47.103 | Flamengo         | 1:0      | Cruzeiro EC          | Maracanã        | 28. August 2013   | Achtelfinale Rückspiel  |
| 05  | 41.234 | Grêmio FBPA      | 0:0      | Athletico Paranaense | Arena do Grêmio | 6. November 2013  | Halbfinale Rückspiel    |
| 06  | 35.112 | Goiás EC         | 1:2      | Flamengo             | Serra Dourada   | 30. Oktober 2013  | Halbfinale Hinspiel     |
| 07  | 33.645 | Cruzeiro EC      | 2:1      | Flamengo             | Mineirão        | 21. August 2013   | Achtelfinale Hinspiel   |
| 08  | 33.503 | Grêmio FBPA      | 0:0      | Corinthians          | Arena do Grêmio | 24. Oktober 2013  | Viertelfinale Rückspiel |
| 09  | 29.937 | CR Vasco da Gama | 3:2      | Goiás EC             | Maracanã        | 24. Oktober 2013  | Viertelfinale Rückspiel |
| 10  | 28.576 | Corinthians      | 2:0      | Luverdense EC        | Pacaembu        | 28. August 2013   | Achtelfinale Rückspiel  |

### Wenigsten besuchten Spiele
| Pl. | Anzahl | Heim               | Ergebnis | Gast              | Stadion             | Datum          | Spieltag           |
| --- | ------ | ------------------ | -------- | ----------------- | ------------------- | -------------- | ------------------ |
| 01  | 164    | Veranópolis ECRC   | 1:0      | EC Santo André    | Farina              | 3. April 2013  | 1. Runde Hinspiel  |
| 02  | 207    | Betim EC           | 1:0      | Bangu AC          | Jacaré              | 17. April 2013 | 1. Runde Rückspiel |
| 03  | 227    | Resende FC         | 2:1      | SER Caxias do Sul | Trabalhador         | 3. April 2013  | 1. Runde Hinspiel  |
| 04  | 336    | Betim EC           | 0:1      | CRA Catalano      | Calçado             | 15. Mai 2013   | 2. Runde Rückspiel |
| 05  | 368    | Águia de Marabá FC | 1:2      | Nacional FC (AM)  | Velho Zinho         | 10. April 2013 | 1. Runde Rückspiel |
| 06  | 372    | Guarani FC         | 1:0      | AD Confiança      | Limeirão            | 17. April 2013 | 1. Runde Rückspiel |
| 07  | 388    | Bangu AC           | 1:2      | Betim EC          | Moça Bonita         | 3. April 2013  | 1. Runde Hinspiel  |
| 08  | 473    | São Caetano        | 1:0      | Arapongas EC      | Anacleto Campanella | 17. April 2013 | 1. Runde Rückspiel |
| 09  | 477    | América Mineiro    | 0:0      | Gurupi EC         | Independênciar      | 17. April 2013 | 1. Runde Rückspiel |
| 10  | 484    | Atlético Acreano   | 1:1      | Ferroviária       | Floresta            | 27. Februar    | 1. Runde Hinspiel  |